# Григорий (Медиоланский)
Епископ Григорий (в миру Евлампий Петрович Медиоланский; 1822, Березняки, Нерехтский уезд, Костромская губерния — 24 апреля 1881, Пенза) — епископ Русской православной церкви, епископ Пензенский и Саранский (1868—1881).

## Биография
Родился в 1822 году Костромской губернии в семье священника Петра Андреевича Медиоланского, настоятеля храма в селе Березняки Нерехтского уезда.
В 1842 году окончил Костромскую духовную семинарию, а затем Московскую духовную академию  в 1848 г.
С 5 ноября 1848 года он был учителем Новгородской духовной семинарии.
3 августа 1849 года пострижен в монашество, 6 августа рукоположен во иеродиакона, а 15 августа — во иеромонаха.
3 октября 1850 года — инспектор Оренбургской (впоследствии Уфимской) духовной семинарии.
22 мая 1855 года возведен в сан архимандрита и 11 октября того же года назначен ректором Оренбургской духовной семинарии.
С 1856 года — архимандрит Успенского монастыря в Уфе.
2 февраля 1867 года хиротонисан во епископа Выборгского, второго викария Санкт-Петербургской епархии. Председатель епархиального статистического комитета.
С 21 августа 1868 года — епископ Пензенский и Саранский.
По почину епископа Григория в Пензенской епархии стали вводиться благотворительные учреждения. В каждом благочинном округе по его настоянию стали учреждаться окружные попечительства о бедных духовного звания, резко выросло число церковно-приходских попечительств.
В 1869 году Преосвященный Григорий в архиерейском доме устроил свечной завод, переданный затем духовенству, который стал мощным источником финансирования для многих благотворных начинаний в епархии.
В 1871 году в Пензенском Троицком женском монастыре было открыто общежитие.
В 1880 году по инициативе Преосвященного открылось Общество взаимного вспомоществования духовенства Пензенской епархии.
В 1869 предписал духовенству составлять отчёты о религиозно-нравственном состоянии паствы.
Уделял большое внимание миссионерской деятельности среди старообрядцев. Готовил священников для единоверческих церквей из числа старообрядцев, в сёлах со старообрядческим населением открывал школы для девочек.
Завещал свою библиотеку духовной семинарии — 220 наименований книг в 446 томах.
Скончался 24 апреля 1881 года в Пензе. Похоронен в заложенной близ Екатерининского придела Спасского кафедрального собора церкви во имя святых мучеников Евлампия и Евлампии.

## Семья
- отец — иерей Петр Андреевич Медиоланский (ум. 1848), служил в храме во имя Собора Пресвятой Богородицы села Березняки Нерехтского уезда Костромской губернии;
- мать — Елизавета Васильевна Медиоланская (урожд. Травьянская), дочь иерея Василия Иоанновича Травьянского из храма того же села.
- брат — протоиерей Александр Медиоланский, настоятель храма Илии Пророка г. Уфы (1833—1898)
- брат — иерей Владимир Медиоланский, священник Бирского уезда Уфимской губернии (1831—1881)
- брат — Павел Медиоланский, секретарь Владыки Григория в Уфе и Пензе (1824—?)